# Bx3
Bx3 é projeto, liderado pelos baixistas Stuart Hamm, Billy Sheehan and Jeff Berlin. 
Tal qual o projeto G3 (liderado pelos guitarristas Steve Vai e Joe Satriani), três músicos de renome internacional (neste caso, 3 super baixistas) se juntam para uma turnê musical periódica, chamada "3 Legendary Bassists - 1 Extraordinary Show"
Em 2006, o trio fez uma curta turnê pelo sudeste da Ásia. Os baixistas foram acompanhados pelo guitarrista Jude Gold e o baterista John Mader.